# Río Uribante
El Uribante es un río no navegable que nace en las cordilleras del estado Táchira y desemboca en el río Apure en Venezuela, formando parte de la cuenca del Orinoco. 
Su nacimiento se localiza en pico El Púlpito dentro del Parque Nacional General Juan Pablo Peñaloza. Discurre solo por el estado Táchira a través de la vertiente sur de su depresión, atravesando los municipios Uribante, Francisco de Miranda, Sucre, Cárdenas, San Cristóbal, Torbes y Fernandez Feo, en este último antes de la localidad de Chururú converge con el río Torbes y dan comienzo al río Apure. Entre los poblados ribereños se encuentran Pregonero, La Fundación y La Florida.
Sus principales afluentes son los ríos Negro, Puya, Potosí, Azul, Pereño y quebradas La Escalera, La Jabonosa. El Uribante junto con el río Caparo son los afluentes principales del Complejo Hidroeléctrico Uribante - Caparo. 